# La Nuit des démons
Série
La Nuit des démons 2
(1994)
Pour plus de détails, voir Fiche technique et Distribution.
La Nuit des démons (Night of the Demons) est un film d'horreur américain réalisé par Kevin Tenney sorti en 1988.

## Synopsis

### Accroche
Un groupe de jeunes se réunit dans une maison funéraire abandonnée pour y fêter Halloween. Ils s'amusent à invoquer les esprits et sans le vouloir, vont libérer une terrible force démoniaque.

## Histoire
Angela et sa meilleure amie Suzanne ont décidé d'inviter leurs amis à une fête d'Halloween qui se déroulera à Hull House, une maison funéraire abandonnée. Parmi eux, la timide Judy, qui décide de s'y rendre avec son petit ami Jay, ou encore Rodger, Stooge et Helen, qui ne trouvent rien de mieux à faire que d'effrayer un petit vieux du quartier. Le vieil homme fait tomber ses provisions au sol et en ramassant ses pommes, décide d'y insérer des lames de rasoir. Il espère ainsi punir tous ces jeunes garnements qui fêtent Halloween. 
Pendant ce temps, Angela et Suzanne font les provisions pour la soirée dans une petite supérette. Alors que Suzanne attire l'attention puis subjuge les deux vendeurs qui sont trop occupés à la contempler dans une position évocatrice (elle est penchée pour regarder dans un rayon de produits et dévoile sa petite culotte), Angela s'occupe de faire les courses sans payer. Le stratagème fonctionne, et les deux amies se rendent ensuite à la fête avec leurs victuailles. Détail qui aura son importance par la suite, Angela se moque gentiment de Suzanne, qui passe son temps à se maquiller et à utiliser son rouge à lèvres. 
Tout le monde se retrouve donc à Hull House, rejoints par un invité surprise en la personne de Sal, l'ex petit ami de Judy. Cette dernière n'est pas très rassurée en découvrant l'aspect sinistre de la maison, mais l'ambiance festive prend le dessus pour une soirée qui s'annonce réussie. Suzanne, qui n'est pas avare de ses charmes et qui a décidé de s'amuser commence déjà à attirer l'attention des garçons. Angela pour sa part, considérée comme une excentrique par la petite bande d'amis (elle affectionne un look gothique) est un peu mise à part. Mais la jeune fille décide d'organiser une séance de spiritisme, afin de rester dans l'esprit d'Halloween. 
Les garçons ayant déniché un vieux miroir, la séance  peut commencer. Mais les pitreries des garçons empêchent son bon déroulement. Soudain, Helen aperçoit dans le miroir une étrange tête de démon, puis un visage ensanglanté. Effrayée, elle se met à hurler alors que le miroir chute et se brise en mille morceaux. Personne d'autre n'ayant rien vu, les autres ne comprennent pas sa réaction et se moquent d'elle. Seule Judy essaie de la calmer. 
Au même moment, un bruit sourd se fait entendre dans la vieille bâtisse. Personne n'y accorde grande importance, mais dans les sous-sols de la maison, la porte de l'ancien four de crémation s'ouvre, laissant s'échapper une entité diabolique et invisible. Déambulant à travers les sombres couloirs de la maison, elle finit par arriver dans la salle où est réuni le petit groupe d'amis. L'entité semble les considérer un à un. Certains remarquent le froid qui s'est abattu dans la pièce, d'autres encore la mauvaise odeur qui se fait sentir. Soudain, l'entité se dirige vers Suzanne. Occupée à se maquiller, la jeune femme est en train de s'appliquer du rouge à lèvres, lorsque l'entité entre en elle et la possède.
Après cette séance de spiritisme, la fête tourne court. Rodger et Helen décident de rentrer, puis Judy son petit ami et les autres d'aller explorer la maison. Quant à Suzanne, elle s'approche d'Angela et l'embrasse, ce qui a pour effet de la rendre également possédée par la force démoniaque. Puis, la jeune fille propose à Stooge de la suivre dans la salle de bains, laissant Angela et Sal seuls dans la pièce. 
Suzanne se précipite ensuite pour s'enfermer dans la salle de bains, laissant Stooge dubitatif. La jeune femme s'observe alors dans le miroir, qui reflète un visage déformé et monstrueux. Dépité, Stooge retourne dans la grande salle où sous l'œil effaré de Sal, Angela s'est livrée à une danse démoniaque. Sal décide de partir, et d'aller chercher les autres. Il croise Suzanne dans la salle de bains. La jeune femme a repris un aspect normal, mais s'est appliqué du rouge à lèvres sur tout le visage. Trouvant le comportement des filles étrange et persuadé qu'elles se sont droguées, Sal est plus que jamais résolu à partir. Mais lorsqu'il retourne dans la grande salle pour partir, il aperçoit Angela qui se brûle les mains dans la cheminée. En outre, la jeune fille a entraîné Stooge dans sa danse et lui a arraché la langue lorsqu'il a voulu l'embrasser. Terrorisé, Sal ne parvient pas à ouvrir la porte d'entrée et n'a d'autre choix que de s'enfuir dans les couloirs de la maison. Dans la salle de bains, Suzanne regarde son bâton de rouge à lèvres. Rentrant dans une transe démoniaque, elle fait sauter les boutons de son chemisier, dévoilant ses seins, puis s'applique le rouge à lèvres sur sa poitrine, avant de carrément enfoncer le tube à l'intérieur. 
Pendant ce temps, Judy et son petit ami Jay se sont disputés, car la jeune fille a refusé les avances pressantes de son petit ami. Le jeune homme la laisse seule, et en passant dans un des couloirs de la maison, aperçoit Suzanne, qui ne tarde pas à lui faire des avances. Mal lui en prend, car la jeune femme prend un aspect monstrueux, et à mains nues, lui arrache les yeux des orbites.
Dehors, Rodger et Helen essaient en vain de trouver une sortie, car le portail par où ils étaient entrés à tout simplement disparu, et le mur de la propriété parait infranchissable. Mais Helen disparait subitement, et Rodger la retrouve ensuite affreusement mutilée. Effrayé, il décide de retourner sur le champ dans la maison. Il tombe alors sur Angela, dont le visage est devenu horrible. Paniqué, Rodger finit par retrouver Judy et Sal, et les trois jeunes gens se retrouvent poursuivis dans la maison par Angela et Suzanne, mais aussi par Stooge, revenu de la mort sous la forme d'un démon. 
Sal ayant été défenestré, et n'ayant pas survécu à la chute, Rodger et Judy se retrouvent seuls. Ils sont contraints de s'enfermer dans le sous-sol de la maison, où se trouve le four crématoire. Les démons tambourinent à la porte, et l'espoir de s'échapper de la maison disparait. Judy a alors l'idée d'utiliser un tuyau de gaz pour brûler les monstres lorsqu'ils réussissent à pénétrer dans la pièce. Elle et Rodger peuvent alors regagner l'extérieur. Il leur reste à franchir le mur, toujours poursuivis par les démons, qui bien qu'à demi calcinés, n'en sont pas moins toujours là. Les deux jeunes gens parviennent à s'échapper de justesse, alors que le jour se lève, et que les premiers rayons du soleil font partir les démons en fumée. 
Complètement, hagards, les vêtements déchirés et la mine défaite, Judy et Rodger rejoignent la ville et leur quartier. Ils sont observés par le vieil homme du début, toujours aussi mauvais, et qui ne manque pas de râler à leur passage. Puis, le vieux monsieur rentre chez lui où son épouse lui a préparé une tarte aux pommes. Seulement, en prenant son petit déjeuner, il oublie les lames de rasoirs qu'il y avait inséré afin de punir les enfants. Pris à son propre piège, il agonise dans une mare de sang. L'épouse, nullement étonnée et sans doute ravie d'être débarrassée d'un mari aussi aigri, lui souhaite alors un joyeux Halloween.

## Fiche technique
- Titre original : Night of the Demons
- Titre français : La Nuit des démons
- Réalisation : Kevin Tenney
- Scénario : Joe Augustyn
- Musique : Dennis Michael Tenney
- Production : Joe Augustyn
- Effets spéciaux : Steve Jonhson
- Société de production et de distribution : International Film Marketing
- Pays d'origine : États-Unis
- Genre : Fantastique
- Durée : 90 minutes
- Date de sortie : 
  - États-Unis : 14 octobre 1988
  - France : 1989 (en VHS)
- Interdit aux moins de 12 ans

## Distribution
- Amelia Kinkade : Angela Franklin
- Linnea Quigley : Suzanne
- Cathy Podewell (VF : Natacha Muller) : Judy Cassidy
- Alvin Alexis : Rodger
- Allison Barron : Helen
- Billy Gallo : Sal Romero
- Hal Havins : Stooge
- Lance Fenton : Jay Jansen
- Philip Tanzini : Max
- Jill Terashita : Frannie
- Harold Ayer : Le vieil homme
- Marie Denn : La femme du vieil homme
- Karen Ericson : Mrs. Cassidy (la mère de Judy)
- Don Jeffcoat : Billy Cassidy

## Autour du film
- La Nuit des démons a donné lieu à un remake qui a été tourné en 2009, dont la distribution comprend l'actrice Linnea Quigley, déjà présente dans le film de 1988.
- L'actrice Amelia Kinkade (ici créditée sous le nom de "Mimi Kinkade") reprend le rôle d'Angela Franklin dans les deux suites du film.
- C'est sur le plateau de La Nuit des démons que Linnea Quigley a rencontré Steve Johnson -alors créateur des effets spéciaux- qui sera son époux de 1990 à 1992.
- Linnea Quigley a tourné de nouveau sous la direction de Kevin Tenney dans le film Witchtrap (1989).

## VHS-DVD
- 1988 : La Nuit des démons : sortie en VHS en 1989, toujours inédit en DVD en France
- 1994 : La Nuit des démons 2 : sortie en 2001 et ressortie en 2004 en DVD sous le titre "Demon House 2"
- 1997 : La Nuit des démons 3 : sortie en 2001 et ressortie en 2004 en DVD sous le titre "Demon House"
- 2009 : Night of the Demons (Le remake) : sortie en DVD le 23 novembre 2010 (inédit en salles)